# Gran Premio Bruno Beghelli 1996
Il Gran Premio Bruno Beghelli 1996 fu la prima edizione della corsa e si svolse il 23 giugno, per un percorso totale di 257.7 km; venne vinta in volata dall'italiano Mario Cipollini che terminò la gara in 6h00'35".
Con questa affermazione Cipollini si laureò anche Campione italiano poiché vi era l'abbinamento con il titolo nazionale.

## Ordine d'arrivo (Top 10)
| Pos. | Corridore          | Squadra        | Tempo    |
| ---- | ------------------ | -------------- | -------- |
| 1    | Mario Cipollini    | Saeco          | 6h00'35" |
| 2    | Mario Traversoni   | Carrera Jeans  | s.t.     |
| 3    | Endrio Leoni       | Aki-Gipiemme   | s.t.     |
| 4    | Fabrizio Guidi     | Scrigno-Gaerne | s.t.     |
| 5    | Andrea Ferrigato   | Roslotto       | s.t.     |
| 6    | Roberto Pelliconi  | Amore & Vita   | s.t.     |
| 7    | Fabio Baldato      | MG Boys        | s.t.     |
| 8    | Maurizio Fondriest | Roslotto       | s.t.     |
| 9    | Stefano Colagè     | Refin          | s.t.     |
| 10   | Franco Ballerini   | Mapei-GB       | s.t.     |